# Birds in Row
Birds in Row est un groupe français de punk hardcore formé en 2009 à Laval en Mayenne Le groupe est signé sur le label français Throatruiner Records et sur le label américain Deathwish Inc..

## Biographie
Le groupe se forme à Laval en 2009. La même année, il publie un premier Ep Rise of the Phoenix suivi l'année suivante par Cottbus, tous deux sortis par Vitriol Records. En novembre 2011, le groupe signe avec le label Deathwish Inc. et tourne aux États-Unis aux côtés de Loma prieta (en). En 2012, une compilation des deux premiers EP est éditée sous le nom de Collected. Leur premier album intitulé You, Me & the Violence est publié en septembre 2012. Pour la promotion de cet album, il donne des concerts aux États-Unis et en Europe dont certaines dates en compagnie de Converge, Touché Amoré ou The Chariot (en). En 2015, un disque en collaboration avec le groupe We Are in the Country, lui aussi originaire de Laval, est publié ainsi qu'un EP Personal War. En 2018, We Already Lost the World, leur deuxième album, voit le jour précédé par la diffusion des titres 15-38 et I Don't Dance et des concerts aux États-Unis dont des premières parties de Converge et Neurosis sont annoncées.